# Samantha Peszek
Samantha Peszek (McCordsville, Indiana, 14 de dezembro de 1991) é uma ginasta estadunidense que compete em provas de ginástica artística.
Peszek faz parte do time campeão por equipes dos Jogos Pan-americanos de 2007 e do Campeonato Mundial de 2007. Samantha ainda fez parte da equipe estadunidense que disputou os Jogos olímpicos de 2008, realizado em Pequim. Seu último compromisso fora o Tour of Gymnastics Superstars, realizado entre setembro e novembro de 2008, rodando por todo o território nacional norte-americano.

## Carreira
Peszek vive em Indiana e está por terminar a Cathedral High School, onde estuda e tem como matéria preferida o Inglês. É a filha mais velha de Ed e Luan Peszek e tem uma irmã, chamada Jessica. Seus pais foram atletas pela Universidade de Illinois - sua mãe, fora uma ginasta e seu pai, um jogador de hockey. Influenciada desde criança a praticar esportes, Samantha optou pela ginástica por sempre admirar sua mãe. Hoje, sua irmã segue os mesmos passos.
Em 2007, aos 16 anos, Sam integrou a vitoriosa equipe americana. Conquistou a medalha de ouro por equipes das duas grandes competições do ano - O Campeonato Mundial de Ginástica Artística e os Jogos Pan-Americanos. No Mundial, Sam executou um de seus mais difíceis movimentos, o Yurchenko, proporcionando maior diferença entre o score das norte-americanas e das chinesas. A ginasta não participa das provas do individual geral, porém, com suas sólidas rotinas, é considerada a base da equipe.
Em março de 2008, na Copa América, Samantha provou ser uma sólida ginasta americana, ficando em terceiro lugar no individual geral, atrás apenas de suas companheiras de equipe, Shawn Johnson e Nastia Liukin. Na competição seguinte, o Campeonato Nacional Americano, Sam fora também superada por Chellsie Memmel na classificação final e encerrou sua participação com o quarto lugar. Em Pequim, sua primeira Olimpíada e sua última competição do ano, Pezsek ajudou a equipe americana a conquistar a medalha de prata com boas apresentações nas barras assimétricas, único aparelho no qual se apresentou durante as preliminares. A China e a Romênia - ouro e bronze, respetivamente - completaram o pódio desta edição. Com ela, disputaram os Jogos, Alicia Sacramone, Bridget Sloan, Shawn Johnson, Nastia Liukin e Chellsie Memmel.

## Principais resultados
| Ano  | Evento                                    | AA                | Equipe           | Salto sobre o cavalo | Trave | Barras assimétricas | Solo             |
| ---- | ----------------------------------------- | ----------------- | ---------------- | -------------------- | ----- | ------------------- | ---------------- |
| 2006 | Campeonato Pan-Americano                  | 4º                | Medalha de ouro  | Medalha de prata     |       | Medalha de ouro     |                  |
| 2006 | Campeonato Nacional Americano             | Medalha de bronze |                  |                      | 7º    | Medalha de bronze   | 5º               |
| 2007 | Campeonato Nacional Americano             | 7º                |                  |                      |       |                     |                  |
| 2007 | Jogos Pan-Americanos                      |                   | Medalha de ouro  |                      |       |                     |                  |
| 2007 | Campeonato Mundial de Ginástica Artística |                   | Medalha de ouro  |                      |       |                     |                  |
| 2008 | Copa América                              | Medalha de bronze |                  |                      |       |                     |                  |
| 2008 | Campeonato Nacional Americano             | 4º                |                  |                      |       |                     |                  |
| 2008 | Pré-Olímpico                              |                   |                  |                      |       |                     | Medalha de prata |
| 2008 | Jogos Olímpicos                           |                   | Medalha de prata |                      |       |                     |                  |